# Cadrema minor
Cadrema minor är en tvåvingeart som först beskrevs av Meijere 1908.  Cadrema minor ingår i släktet Cadrema och familjen fritflugor. Inga underarter finns listade i Catalogue of Life.